# Ulica Oporowska we Wrocławiu

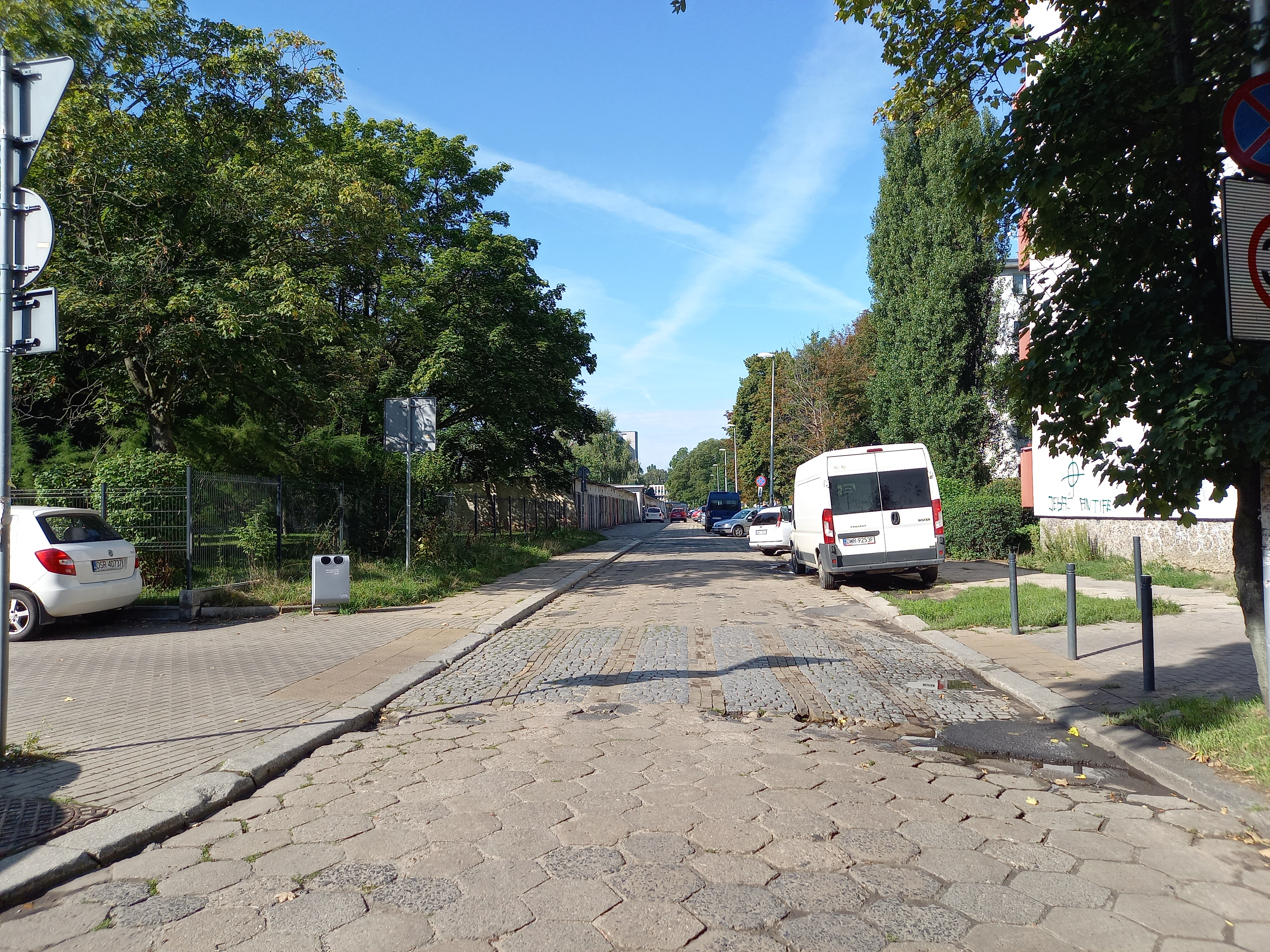
Od ul. Stalowej w kierunku pl. Srebrnego

Ulica Oporowska – ulica położona we Wrocławiu na osiedlu Gajowice, w dawnej dzielnicy Fabryczna. Biegnie od ulicy Żelaznej do placu Srebrnego. Do ulicy przypisana jest droga gminna o długości 707 m. Przy tej ulicy położona jest między innymi zabudowa osiedla mieszkaniowego Gajowice, w tym zespół mieszkaniowy „Gajowice” uznany za dobro kultury współczesnej, Stadion Oporowska, a koniec ulicy znajduje się przy kolejowej obwodnicy Wrocławia, wzdłuż której urządzony był trakt spacerowy.

## Historia
Historia ulicy Oporowskiej to historia Gajowic, dla których ważną datą jest rok 1868, kiedy to zostały one włączone w granice miasta. W końcu XIX wieku część terenów przylegających do ulicy była już gęsto zabudowana kamienicami czynszowymi. W 1896 r. po stronie zachodniej terenu placu uruchomiono prowadzoną na nasypie drogę kolejową – kolejową obwodnicę towarową. W 1891-1901 po obu stronach nasypu kolejowego wytyczono trakt spacerowy, obejmujący aleje wzdłuż nasypu ze szpalerami drzew oraz różne elementy i obiekty w jego ciągu, w tym plac Srebrny. Po południowej stronie placu w obrębie ulic: Stalowej, Kwaśnej, Kruczej i Oporowskiej oraz kolejowej, towarowej obwodnicy Wrocławia planowano budowę Parku Sportowego Grabiszyn. Początkowo przyjęto dla projektowanego założenia nazwę Volkspark am Sauberbrunn, czyli park ludowy przy kwaśnym źródle jako nawiązanie do istniejącego niedaleko Parku przy Kwaśnym Źródle. Projekt został zrealizowany tylko częściowo. Powstał stadion przy Oporowskiej oraz fragment promenady biegnącej wzdłuż torów kolejowych, gdzie posadzono szpalery drzew. Na pozostałym terenie urządzono ogródki działkowe.
W wyniku działań wojennych prowadzonych w czasie II wojny światowej w ramach oblężenia Wrocławia z 1945 r. znaczna część okolicznej zabudowy uległa zniszczeniu. Po odgruzowaniu w rejonie ulicy Oporowskiej powstał wolny teren, który przeznaczono do zabudowy.
Projektowanie osiedla mieszkaniowego na wolnych terenach Gajowic, powstałych po ich odgruzowaniu, rozpoczęto w 1959 r. w Miastoprojekcie – Wrocław, w zespole architektów, którym kierował Igor Tawryczewski, a realizacja prowadzona była w latach 1960-1970. W jej wyniku między innymi wzdłuż ulicy Oporowskiej zbudowano osiedle mieszkaniowe „Gajowice”. Punktowce położone w rejonie placu Srebrnego i ulicy Grabiszyńskiej w zespole zabudowy mieszkaniowej „Gajowice” oddano do użytkowana w 1963 r.. W centrum układu projektowanego osiedla znajdował się plac Icchaka Lejba Pereca. Pozostawiono tu dodatkowy wolny teren powiększający plac w kwartale pomiędzy ulicami: Żelazną, Icchaka Lejba Pereca, Ołowianą i Oporowską. Zakładano przy tym ewentualne jego wykorzystanie w przyszłości pod zabudowę usługową. W latach 1992–1995 został one jednak zabudowany zespołem mieszkalno-usługowym według projektu architektów: Wojciecha Jarząbek, P. Spychały i E. Wróblewskiej.
Zachowany stadion – Stadion Oporowska – przez lata służył klubowi Śląsk Wrocław, sekcji piłki nożnej. Po wojnie dawny trakt spacerowy wzdłuż nasypu kolejowego został zaniedbany, a z czasem pierwotne walory estetyczne i krajobrazowe, głównie ze względu na brak właściwego utrzymania, uległy zatarciu. Podkreśla się jednak, że nadal jest to teren o wysokim potencjale rekreacyjnym. W 2012 r. realizowano w ramach programu zagospodarowania wnętrz międzyblokowych i placów zabaw projekt dla wnętrza międzyblokowego – Oporowska, Srebrny, Grabiszyńska, Cynowa.

## Nazwa
W swojej historii plac nosił następujące nazwy: 
- Opperauer Strasse, do 1945 r.[4][20]
- Oporowska, od 1945 r.[20][21][22].

Powyższe nazwy ulic, zarówno w języku niemieckim, jak i w języku polskim, odnoszą się do nazwy osiedla Oporów (Opperau). Współczesna nazwa ulicy – ulica Oporowska – została nadana przez Zarząd Wrocławia i ogłoszona w okólniku nr 97 z 31.12.1945 r..

## Droga
Ulica Oporowska jest drogą publiczną, której przypisano kategorię drogową jako gminną (numer drogi: 106157D, numer ewidencyjny drogi: G1061570264011). Ma 707 m długości. Położona jest na dwóch działkach ewidencyjnych o polach powierzchni odpowiednio: 3 671 m2 (odcinek od ulicy Żelaznej do ulicy Stalowej) i 5 793 m² (odcinek od ulicy Stalowej do placu Srebrnego), co łącznie daje 9 464 m². Jest drogą jednojezdniową. Nawierzchnia ulicy na znacznej długości jest betonowa. W rejonie ulicy Żelaznej i Ołowianej nawierzchnia ta zachowała się jako brukowana z kostki granitowej, a w przejeździe pod budynkiem przy ulicy Żelaznej 62-64, wykonano ją z masy bitumicznej. Teren, przez który przebiega, leży na wysokości bezwzględnej od około 118,8 do 119,9 m n.p.m.. Na odcinku od przejazdu pod budynkiem przy ulicy Żelaznej 62-64 do ulicy Stalowej jest drogą jednokierunkową, z ruchem w tym właśnie kierunku, ale z kontraruchem rowerowym. Na całej długości objęta jest strefą ograniczenia prędkości do 30 km/h, z wyłączeniem skrzyżowania z ulicą Stalowa. Wskazana jest w ramach tej strefy dla ruchu rowerowego w powiązaniu z pozostałymi ulicami.

## Układ drogowy
Ulica łączy się z następującymi drogami publicznymi, kołowymi i innymi:
| powiązanie                                 | droga                   | nr drogi                         | foto | objaśnienia             |
| ------------------------------------------ | ----------------------- | -------------------------------- | ---- | ----------------------- |
| skrzyżowanie                               | ulica Żelazna           | 105823D                          |      | w prawo i w lewo        |
| skrzyżowanie                               | ulica Ołowiana          | 106156D                          |      | w lewo                  |
| włączenie do drogi publicznej              | gminna droga wewnętrzna | dz. 2/63, AR_14, obręb Grabiszyn |      | w prawo                 |
| skrzyżowanie                               | ulica Stalowa           | 106264D                          |      | w górę i prawy dół      |
| skrzyżowanie                               | ulica Nikolowa          | 106145D                          |      |                         |
| przejście dla pieszych i przejazd rowerowy | ciąg pieszo-rowerowy    | CP_03                            |      | w kierunku ROD Gajowice |
| skrzyżowanie                               | ulica Cynowa            | 105961D                          |      |                         |
| skrzyżowanie                               | plac Srebrny            | 106262D                          |      | w lewo                  |

## Zabudowa i zagospodarowanie
Ulica Oporowska we Wrocławiu położona jest na obszarze samorządowego osiedla Gajowice w dawnej dzielnicy Fabryczna. Zasadniczą część zagospodarowania przestrzennego przy ulicy zajmuje zabudowa mieszkaniowa Osiedla Gajowice z lat 1960-1970. Ta zabudowa określana jest jako wielkie osiedla blokowe.
Pośród niej wyróżnia się zespół mieszkaniowy „Gajowice”, położony po północnej stronie ulicy przy jej odcinku od ulicy Stalowej do placu Srebrnego, który w ramach opracowanych dokumentów planistycznych: studium uwarunkowań i kierunków zagospodarowania przestrzennego z 2010 r. oraz studium uwarunkowań i kierunków zagospodarowania przestrzennego z 2018 r., jako zespół mieszkaniowy „Gajowice” w rejonie ulic: Grabiszyńskiej, Oporowskiej, Cynowej, Niklowej i pl. Srebrnego, uznano za dobro kultury współczesnej, obejmując ten zespół ochroną na podstawie ustawy o planowaniu i zagospodarowaniu przestrzennym. Podnosi się, że ma on szczególne znaczenie dla urbanistyki i kompozycji osiedla, a wchodzące w jego skład punktowce ocenia się jako wyróżniające. Ponadto charakterystycznym akcentem jest budynek mieszkalny, któremu przypisano numerację porządkową ulicy Żelaznej numery od 58 do 74, który w obrębie numerów 62 i 64 położony jest nad ulicą Oporowską (i działką ewidencyjną na której ulica jest posadowiona), sama ulica przebiega w przejeździe pod budynkiem na poziomie terenu, a tym samym pierwszej kondygnacji (parteru) tego budynku. Po południowej stronie ulicy, od przychodni przy ulicy Stalowej do hotelu znajdują się zespoły jednostanowiskowych, parterowych garaży, oddzielające rodzinne ogrody działkowe od ulicy.
W rejonie ulicy znajdują się następujące budynki użyteczności publicznej, w których funkcjonują wymienione jednostki:
- Przedszkole Integracyjne nr 89[59] im. Juliana Tuwima, ulica Oporowska 1[60][61]
- Przychodnia Grabiszyn[62], ulica Stalowa 50[63][64]
- Hotel Śląsk – WKS[65][66], ulica Oporowska 60[67][65]
- Boisko sportowe WKS[68] (Stadion Oporowska[11][69][70]), ulica Oporowska 62[69][71][72].

## Zieleń urządzona
W rejonie ulicy Oporowskiej znajdują się następujące tereny zieleni urządzonej:
| Obiekt                                                        | Powierzchnia | foto | objaśnienia                                               |
| ------------------------------------------------------------- | ------------ | ---- | --------------------------------------------------------- |
| "Zieleń międzyblokowa przy ul. Grabiszyńskiej i ul. Żelaznej" | 8 060 m²     |      | między bud. ul. Żelazna 76-78 i ul. Grabiszyńska 108      |
| "Zieleń międzyblokowa przy ul. Oporowskiej"                   | brak danych  |      | od ul. Grochowej w kier. bud. ul. Oporowska 2-4 i 6-8     |
| ROD "Gajowce"                                                 | 111 637 m²   |      | Od ul. Kruczej w kier. bud. przy ul. Stalowej/Oporowskiej |

W zakresie zieleni należy także podkreślić, że otaczająca ulicę zabudowa mieszkaniowa osiedla „Gajowice” została zaprojektowana z uwzględnieniem zasad wynikających z modernizmu, poprzez luźne i swobodne rozmieszczanie budynków, sprzyjające tworzeniu wielu obszernych przestrzeni międzyblokowych. Tak swobodne kształtowane przestrzenie mają przy tym charakter zdecydowanie otwarty, z dużą ilością zieleni międzyblokowej, kreującej miejsca odpoczynku, spotkań i integracji, a wśród zieleni także zieleń wysoka zapewniająca cień i sprzyjająca bioróżnorodności.

## Baza TERYT
Dane Głównego Urzędu Statystycznego z bazy TERYT, spis ulic (ULIC):
- województwo: DOLNOŚLĄSKIE (02)
- powiat: Wrocław (0264)
- gmina/dzielnica/delegatura: Wrocław (0264011) gmina miejska; Wrocław-Fabryczna (0264029) delegatura
- Miejscowość podstawowa: Wrocław (0986283) miasto; Wrocław-Fabryczna (0986290) delegatura
- kategoria/rodzaj: ulica
- Nazwa ulicy: ul. Oporowska (15100)[33][84].